# Down the Road Wherever
Albums de Mark Knopfler
Tracker
(2015) One Deep River
(2024)
Down the Road Wherever est le neuvième album solo du guitariste Mark Knopfler, sorti le 16 novembre 2018.
L'album est sorti en format CD, double vinyle et une édition deluxe reprenant les deux formats précédents plus un EP.

## Liste des titres
Toutes les chansons sont composées par Mark Knopfler.
CD1, standard
| 1.    | Trapper Man               | 6:00 |
| 2.    | Back on the Dance Floor   | 5:30 |
| 3.    | Nobody's Child            | 4:16 |
| 4.    | Just a Boy Away from Home | 5:12 |
| 5.    | When You Leave            | 4:12 |
| 6.    | Good on You Son           | 5:37 |
| 7.    | My Bacon Roll             | 5:35 |
| 8.    | Nobody Does That          | 5:15 |
| 9.    | Drovers' Road             | 5:05 |
| 10.   | One Song at a Time        | 6:17 |
| 11.   | Floating Away             | 5:02 |
| 12.   | Slow Learner              | 4:34 |
| 13.   | Heavy Up                  | 6:00 |
| 14.   | Matchstick Man            | 2:52 |
| 71:27 |                           |      |

## Personnel
- Mark Knopfler : Guitares, chant
- Guy Fletcher: Claviers, chœurs
- Jim Cox : Claviers
- Glenn Worf : Basse
- Ian Thomas : Batterie
- Danny Cummings : Percussion

- Richard Bennett : Guitares additionnelles
- Robbie McIntosh : Guitares additionnelles
- Tom Walsh : Trompette
- Nigel Hitchcock : Saxophone
- Bruce Molsky : Violon, Guitare Rythmique, Banjo
- John McCusker : Violon
- Mike McGoldrick : Flûtes
- Lance Ellington, Beverley Skeete, Katie Kissoon, Kris Drever, Imelda May : chœurs

## Production
- Mark Knopfler : Production
- Guy Fletcher : Production